# Le pantere di Algeri
Le pantere di Algeri è un romanzo d'avventura per ragazzi dello scrittore italiano Emilio Salgari, pubblicato per la prima volta nel 1903 a Genova da Donath.
Il libro viene comunemente considerato parte del ciclo salgariano dei "romanzi d'Africa". Tuttavia ha una storia completamente separata da quella degli altri romanzi che ne fanno parte.

## Trama
La storia è ambientata nel 1630, nel Mediterraneo occidentale. Sul mare imperversano i corsari barbareschi, che partono dalle loro roccaforti in Maghreb per predare navi e insediamenti costieri degli Stati europei, rapendo decine di cristiani per venderli schiavi. A loro si oppongono  i cavalieri di Malta, i quali a loro volta praticano la guerra di corsa e riducono in schiavitù i prigionieri musulmani. Dell'ordine di Malta fa parte il protagonista, il giovane barone siciliano Carlo di Sant'Elmo, nonché il suo compagno "Testa di Ferro", un catalano vanaglorioso e linguacciuto ma molto leale.
Al rientro sull'isola di San Pietro, il barone scorge una galea e presagisce un pericolo. Sull'isola sorge infatti il castello della contessina Ida di Santafiora, sua fidanzata, ed il servo di lei, Zuleik Ben-Abad, un prigioniero musulmano, è segretamente in contatto con i barbareschi. Zuleik non desidera soltanto riavere la libertà, ma soprattutto di rapire la contessa, della quale è innamorato. I corsari attaccano l'isola e dopo un feroce combattimento portano l'intera popolazione, inclusa la contessa, sulle loro navi e fanno rotta per Algeri. Il barone e Testa di Ferro vengono fortunosamente tratti in salvo dalle navi di alcuni fregatari, dei mercenari che, dietro compenso, si introducono clandestinamente nei porti maghrebini per liberare schiavi cristiani. Il barone giura di recarsi ad Algeri per liberare la fidanzata rapita e vendicarsi di Zuleik, e Testa di Ferro ed un fregatario di nome Jean Berthel, detto Michele il Normanno, lo accompagnano nell'impresa.
Camuffati da maghrebini, il barone e i suoi compagni si introducono ad Algeri. La città è governata in nome del bey da Culchelubi, il capitano generale delle galere, un corsaro che per la sua ferocia e crudeltà è noto come "Pantera di Algeri". I protagonisti sfuggono ai suoi giannizzeri e rintracciano Zuleik, il quale abita in un palazzo fuori città, provenendo da una famiglia molto ricca ed influente. Il tentativo di catturarlo fallisce, in più si viene a sapere che Ida non è più in suo potere, perché la sua bellezza ha attirato le attenzioni del bey ed è per questo stata destinata al suo harem.
Il barone attira involontariamente l'attenzione della principessa Amina Ben-Abad, sorella di Zuleik, alla quale l'uomo ricorda una sua fiamma di anni fa, quando aveva vissuto in Italia. Quando lui la rifiuta in nome dell'amore per Ida, Amina va su tutte le furie e lo consegna a Culchelubi, che lo fa torturare. Quella notte un gruppo di schiavi cristiani, esasperato dalle angherie di Culchelubi, lo assassina nel sonno. Gli amici del barone approfittano della confusione che ne segue per farlo evadere. Viene fuori che anche degli schiavi di Amina hanno partecipato all'azione, perché la principessa si è pentita della crudeltà usata verso di lui e ora vuole aiutarlo a salvare la fidanzata. Amina ha inoltre in corso una scommessa con suo fratello Zuleik, il quale le ha rimproverato la sua passione per un cristiano, pur mantenendo lui ancora fermo il proposito di riprendersi la contessa Ida.
Travestito e truccato, il barone si introduce nelle vesti di un'odalisca nell'harem del bey e lì rintraccia Ida. I due innamorati, aiutati da tutti gli amici guadagnati nel corso dell'avventura, riescono ad evadere rocambolescamente dall'harem e da Algeri e a raggiungere il mare aperto a bordo di una feluca. Vengono intercettati da una galea capitanata da Zuleik, che fa un ultimo disperato tentativo di fermarli, ma soccombe. Per riconoscenza verso Amina però il barone risparmia la vita al nemico e lo rimette in libertà.

## Sfondo storico
La storia, che l'autore dichiara essere "storica e veridica", si ispira all'assalto di una flottiglia di cinque navi barbaresche, guidate dal rais tunisino Mohammed Rumeli, avvenuto nella notte tra il 2 e il 3 settembre 1789 (più di centocinquant'anni più tardi rispetto all'ambientazione del romanzo) nel corso del quale furono rapite circa 900 persone dall'isola di San Pietro.
Culchelubi è un personaggio storico, realmente assassinato nel 1630, tuttavia già il 15 gennaio, cinque giorni prima della data indicata da Salgari (il 20 gennaio). 
I fratelli Zuleik e Amina Ben-Abad sono personaggi fittizi, ma la loro famiglia, che essi orgogliosamente dichiarano essere imparentata con i califfi di Cordova e di Granata, allude agli Abadidi, una dinastia araba realmente esistita, che nel medioevo governò sulla Taifa di Siviglia.  

## Edizioni
Fonte: Catalogo del Servizio Bibliotecario Nazionale.
- Emilio Salgari, Le pantere di Algeri: avventure, 20 illustrazioni di Gennaro D'Amato, Genova, Donath, 1903,  p. 357.